# Henryk Wachowicz
Henryk Wachowicz (ur. 1 października 1909 w Bolimowie, zm. 10 stycznia 1967 w Łodzi) – łódzki działacz socjalistyczny. W 1946 jedyny niekomunistyczny wiceminister Ministerstwa Bezpieczeństwa Publicznego, w latach 1945–1952 poseł do Krajowej Rady Narodowej i na Sejm Ustawodawczy.

## Życiorys

### Działacz PPS w Łodzi
Syn uczestników rewolucji 1905 roku – Ignacego Wachowicza, członka Organizacji Bojowej PPS, i Florentyny. W latach 1924–1927 był działaczem Związku Zawodowego Włókniarzy. W 1925 został członkiem koła OM TUR im. Stefana Żeromskiego w Łodzi. Niebawem został jego przewodniczącym i członkiem Komitetu Łódzkiego OM TUR. W 1927 był pracownikiem parowozowni. W latach 1928–1939 działał w Związku Lokatorów i Sublokatorów. Pracował w Zarządzie Miejskim.
W 1926 wstąpił do Polskiej Partii Socjalistycznej. Od 1934 był członkiem egzekutywy okręgowego komitetu robotniczego PPS w Łodzi. Od 1936 pełnił funkcję sekretarza Okręgowego Komitetu Robotniczego (OKR) PPS. W latach 1935–1939 był redaktorem „Łodzianina” i „Tygodnia Robotnika”. W 1937 na XXIV Kongresie PPS wybrany w skład Rady Naczelnej PPS.

### W okresie wojny
We wrześniu 1939 wraz z grupą działaczy przedostał się do Warszawy. Był żołnierzem Robotniczej Brygady Obrony Warszawy. Po kapitulacji Warszawy przedostał się na tereny okupacji radzieckiej. Powrócił stamtąd po dwóch miesiącach do Łodzi.
Po 1939 początkowo związany z PPS-WRN, jednak wskutek sporów z kierownictwem w marcu 1941 został wraz ze swoją grupą kierującą okręgiem łódzkim usunięty z organizacji. Grupa ta przyłączyła się do środowisk radykalnie lewicowych, tworząc we wrześniu 1941 organizację Polscy Socjaliści. Na Zjeździe założycielskim Henryk Wachowicz ps. Aleksander wszedł do Komitetu Centralnego, obejmując sprawy organizacyjne. Po śmierci Adama Próchnika 22 maja 1942 objął kierowanie organizacją. 28 lipca 1942 wskutek wejścia agenta Gestapo w szeregi konspiracji, został aresztowany. Spowodowało to paraliż organizacji. Dodatkowym elementem było wypuszczenie 30 lipca Wachowicza na wolność przez Gestapo w zamian za ujawnienie kuriera rządu londyńskiego oraz redaktora naczelnego „Robotnika”. Wokół tego zwolnienia i roli Henryka Wachowicza istnieją kontrowersje, które spowodowały również spadek zaufania do organizacji. Według Jana Mulaka Henryk Wachowicz był jak najzupełniej niewinny, usiłując oszukać Gestapo, natomiast Kazimierz Pużak jednoznacznie negatywnie oceniał rolę Henryka Wachowicza. Podobno w czasie aresztowania przyczynił się do ujawnienia prawdziwej tożsamości działacza łódzkiej PPS Antoniego Purtala. Taką wersję na podstawie swoich analiz przedstawia Romuald Kaczmarek. Według tezy Romualda Kaczmarka, denuncjator poradził zgolić brodę Antoniego Purtala i porównać twarz ze zdjęciem zamieszczonym w artykule Antoniego Purtala w przedwojennym piśmie „Niepodległość”. Komitet Centralny Polskich Socjalistów udzielił Henrykowi Wachowiczowi urlopu organizacyjnego na okres okupacji. Wyjechał wówczas poza Warszawę i do końca wojny działał w spółdzielczości.

### W lubelskiej PPS
Od 6 maja 1945 członek Rady Naczelnej koncesjonowanej PPS. Od lipca 1945 członek Centralnego Komitetu Wykonawczego PPS. Poseł do KRN od maja 1945. Sekretarz wojewódzkiej organizacji PPS w Łodzi. Od 4 kwietnia 1946 do 31 lipca 1946 jako jedyny spoza PPR wiceminister Ministerstwa Bezpieczeństwa Publicznego. 16 stycznia 1946 odznaczony Złotym Krzyżem Zasługi, a 19 lipca 1946 Krzyżem Komandorskim Orderu Odrodzenia Polski. W lipcu 1946, korzystając z nieobecności ministra Stanisława Radkiewicza, wypuścił z więzienia aresztowanego działacza PPS Antoniego Wąsika. Po kilku dniach Stanisław Radkiewicz uchylił tę decyzję, ponownie aresztując Antoniego Wąsika. W wyniku tej decyzji Henryk Wachowicz złożył dymisję z funkcji wiceministra MBP. Naraził się sojuszniczej PPR, publikując w łódzkiej piśmie PPS „Kurierze Popularnym” trzy listy otwarte do symbolicznego „drogiego Edwarda” z PPR i domagając się w nich partnerskiej równości, sprawiedliwego rozłożenia ciężarów i przywilejów pomiędzy partie wchodzące w skład jednolitego frontu. Z listami tym polemizował osobiście Władysław Gomułka. Listy potępiły również władze „lubelskiej” PPS.
W lutym 1947 wybrany do Sejmu Ustawodawczego. W czasie przygotowań do scalenia PPS z PPR w kwietniu 1948 usunięty z Centralnego Komitetu Wykonawczego PPS, 22 września 1948 usunięty z Rady Naczelnej PPS, wraz z 10 innymi jej członkami (w tym Bolesławem Drobnerem), zaś 6 października 1948 usunięty z PPS i klubu parlamentarnego. Później nieaktywny politycznie pracował w bankowości spółdzielczej w Warszawie.
W 1957 został przyjęty do Polskiej Zjednoczonej Partii Robotniczej. W tym samym roku został radnym Miejskiej Rady Narodowej w Łodzi i zasiadał w jej prezydium.
Został pochowany na cmentarzu komunalnym Doły w Łodzi (Kwatera: VII, Rząd: 8, Grób: 8).